# Liste der Beiträge für den besten fremdsprachigen Film für die Oscarverleihung 2011
Die folgenden 63 Filme, alle aus verschiedenen Ländern, waren Vorschläge in der Kategorie Bester fremdsprachiger Film für die Oscarverleihung 2011. Die hervorgehobenen Titel waren die fünf letztendlich nominierten Filme, welche aus Algerien, Dänemark, Griechenland, Kanada und Mexiko stammen.
Bis zum 1. Oktober 2010 konnten die Länder ihre Vorschläge unterbreiten, dabei nahmen zum ersten Mal Grönland und Äthiopien an diesem Prozedere teil. Am 19. Januar 2011 wurde eine Vorauswahl mit den neun Semi-Finalisten veröffentlicht. Die finalen fünf Nominierungen wurden am 25. Januar 2011 im Samuel Goldwyn Theater bekannt gegeben. Der Oscar ging schließlich am 27. Februar 2011 an den dänischen Beitrag In einer besseren Welt von Susanne Bier.

## Beiträge
| Land                    | Deutscher Verleihtitel                              | Originaltitel                                                                 | Sprache(n)                      | Regisseur(e)                       | Ergebnis        |
| ----------------------- | --------------------------------------------------- | ----------------------------------------------------------------------------- | ------------------------------- | ---------------------------------- | --------------- |
| Ägypten                 | Rassayel El Bahr                                    | رسائل البحر (Rassayel El Bahr)                                                | Arabisch                        | Daoud Abdel Sayed                  | Nicht nominiert |
| Äthiopien               | Atletu                                              | Atletu                                                                        | Englisch, Amharisch             | Davey Frankel, Rasselas Lakew      | Nicht nominiert |
| Afghanistan             | The Black Tulip                                     | The Black Tulip                                                               | Dari, Pashto, Englisch          | Sonia Nassery Cole                 | Nicht nominiert |
| Albanien                | Lindje, Perëndim, Lindje                            | Lindje, Perëndim, Lindje                                                      | Albanisch, Italienisch          | Gjergj Xhuvani                     | Nicht nominiert |
| Algerien                | Outside the Law                                     | خارجون عن القانون (Hors-la-loi)                                               | Französisch, Arabisch           | Rachid Bouchareb                   | Nominiert       |
| Argentinien             | Carancho                                            | Carancho                                                                      | Spanisch                        | Pablo Trapero                      | Nicht nominiert |
| Aserbaidschan           | Sahə                                                | Sahə                                                                          | Aserbaidschanisch, Russisch     | Ilgar Safat                        | Nicht nominiert |
| Bangladesch             | Third Person Singular Number                        | Third Person Singular Number                                                  | Bengalisch                      | Mostofa Sarwar Farooki             | Nicht nominiert |
| Belgien                 | Illegal                                             | Illègal                                                                       | Französisch, Russisch, Englisch | Olivier Masset-Depasse             | Nicht nominiert |
| Bosnien und Herzegowina | Cirkus Columbia                                     | Cirkus Columbia                                                               | Bosnisch                        | Danis Tanović                      | Nicht nominiert |
| Brasilien               | Lula, der Sohn Brasiliens                           | Lula, o filho do Brasil                                                       | Portugiesisch                   | Fábio Barreto                      | Nicht nominiert |
| Bulgarien               | Eastern Plays                                       | Източни пиеси (Istotschni piessi)                                             | Bulgarisch, Türkisch, Englisch  | Kamen Kalew                        | Nicht nominiert |
| Chile                   | Fremd wie ein Fisch                                 | La vida de los peces                                                          | Spanisch                        | Matías Bize                        | Nicht nominiert |
| Volksrepublik China     | Afterschock                                         | 唐山大地震 (Tángshān Dàdìzhèn)                                                | Mandarin                        | Feng Xiaogang                      | Nicht nominiert |
| Costa Rica              | Del amor y otros demonios                           | Del amor y otros demonios                                                     | Spanisch                        | Hilda Hidalgo                      | Nicht nominiert |
| Dänemark                | In einer besseren Welt                              | Hævnen                                                                        | Dänisch, Englisch               | Susanne Bier                       | Gewonnen        |
| Deutschland             | Die Fremde                                          | Die Fremde                                                                    | Deutsch, Türkisch               | Feo Aladag                         | Nicht nominiert |
| Estland                 | Die Versuchungen des heiligen Antonius              | Püha Tõnu kiusamine                                                           | Estnisch                        | Veiko Õunpuu                       | Nicht nominiert |
| Finnland                | Was Männer sonst nicht zeigen                       | Miesten vuoro                                                                 | Finnisch                        | Joonas Berghäll, Mika Hotakainen   | Nicht nominiert |
| Frankreich              | Von Menschen und Göttern                            | Des hommes et des dieux                                                       | Französisch                     | Xavier Beauvois                    | Nicht nominiert |
| Georgien                | Auf der Straße                                      | ქუჩის დღეები (Kutschis dgheebi)                                               | Georgisch                       | Lewan Koghuaschwili                | Nicht nominiert |
| Griechenland            | Dogtooth                                            | Κυνόδοντας (Kynodontas)                                                       | Griechisch                      | Giorgos Lanthimos                  | Nominiert       |
| Grönland                | Nuummioq                                            | Nuummioq                                                                      | Grönländisch, Dänisch           | Torben Bech, Otto Rosing           | Nicht nominiert |
| Hongkong                | Echo des Regenbogens                                | 歲月神偷 (Sui yuet san tau)                                                   | Kantonesisch                    | Alex Law                           | Nicht nominiert |
| Indien                  | Live aus Peepli – Irgendwo in Indien                | Peepli [Live]                                                                 | Hindi                           | Anusha Rizvi                       | Nicht nominiert |
| Indonesien              | Alangkah Lucunya (Negeri Ini)                       | Alangkah Lucunya (Negeri Ini)                                                 | Indonesisch                     | Deddy Mizwar                       | Nicht nominiert |
| Iran                    | Farewell Baghdad                                    | بدرود بغداد (Farewell Baghdad)                                                | Arabisch, Englisch              | Mehdī Nāderī                       | Nicht nominiert |
| Irak                    | Son of Babylon                                      | ابن بابل (Son of Babylon)                                                     | Arabisch, Kurdisch              | Mohamed Al-Daradji                 | Nicht nominiert |
| Island                  | Mamma Gogo                                          | Mamma Gógó                                                                    | Isländisch                      | Friðrik Þór Friðriksson            | Nicht nominiert |
| Israel                  | Die Reise des Personalmanagers                      | שליחותו של הממונה על משאבי אנוש (Shliḥuto shel Ha’Memuneh al Mash’abey Enosh) | Hebräisch, Rumänisch            | Eran Riklis                        | Nicht nominiert |
| Italien                 | La Prima Cosa Bella                                 | La prima cosa bella                                                           | Italienisch                     | Paolo Virzì                        | Nicht nominiert |
| Japan                   | Geständnisse                                        | 告白 (Kokuhaku)                                                               | Japanisch                       | Tetsuya Nakashima                  | Vorauswahl      |
| Kanada                  | Die Frau, die singt                                 | Incendies                                                                     | Französisch, Arabisch           | Denis Villeneuve                   | Nominiert       |
| Kasachstan              | Zabludivshiysya                                     | Заблудившийся (Sabludiwschijsja)                                              | Russisch                        | Aqan Satajew                       | Nicht nominiert |
| Kirgisistan             | Der Dieb des Lichts                                 | Svet-Ake                                                                      | Kirgisisch                      | Aktan Abdykalykow                  | Nicht nominiert |
| Kolumbien               | Der Krebs in der Falle                              | El vuelco del cangrejo                                                        | Spanisch                        | Oscar Ruíz Navia                   | Nicht nominiert |
| Kroatien                | Crnci                                               | Crnci                                                                         | Kroatisch                       | Goran Devic, Zvonimir Juric        | Nicht nominiert |
| Lettland                | Amaya                                               | Amaya                                                                         | Kantonesisch, Englisch          | Māris Martinsons                   | Nicht nominiert |
| Nordmazedonien          | Majki                                               | Мајки (Majki)                                                                 | Mazedonisch                     | Milčo Mančevski                    | Nicht nominiert |
| Mexiko                  | Biutiful                                            | Biutiful                                                                      | Spanisch                        | Alejandro González Iñárritu        | Nominiert       |
| Nicaragua               | La Yuma – Die Rebellin                              | La Yuma                                                                       | Spanisch                        | Florence Jaugey                    | Nicht nominiert |
| Niederlande             | Tirza                                               | Tirza                                                                         | Niedländisch, Englisch          | Rudolf van den Berg                | Nicht nominiert |
| Norwegen                | Engelen                                             | Engelen                                                                       | Norwegisch                      | Margreth Olin                      | Nicht nominiert |
| Österreich              | La Pivellina                                        | La Pivellina                                                                  | Italienisch                     | Tizza Covi, Rainer Frimmel         | Nicht nominiert |
| Peru                    | Contracorriente – Gegen den Strom                   | Contracorriente                                                               | Spanisch                        | Javier Fuentes-León                | Nicht nominiert |
| Philippinen             | Noy                                                 | Noy                                                                           | Tagalog                         | Dondon Santos                      | Nicht nominiert |
| Polen                   | Alles, was ich liebe                                | Wszystko, co kocham                                                           | Polnisch                        | Jacek Borcuch                      | Nicht nominiert |
| Portugal                | To Die Like a Man                                   | Morrer Como Um Homem                                                          | Portugiesisch                   | João Pedro Rodrigues               | Nicht nominiert |
| Puerto Rico             | Miente                                              | Miente                                                                        | Spanisch                        | Rafi Mercado                       | Nicht nominiert |
| Rumänien                | Wenn ich pfeifen möchte, pfeife ich                 | Eu când vreau să fluier, fluier                                               | Rumänisch                       | Florin Șerban                      | Nicht nominiert |
| Russland                | Edge of War – Zug des Todes                         | Край (Krai)                                                                   | Russisch                        | Alexei Jefimowitsch Utschitel      | Nicht nominiert |
| Schweden                | Im Weltraum gibt es keine Gefühle                   | I rymden finns inga känslor                                                   | Schwedisch                      | Andreas Öhman                      | Vorauswahl      |
| Schweiz                 | Das kleine Zimmer                                   | La petite chambre                                                             | Französisch                     | Stéphanie Chuat, Véronique Reymond | Nicht nominiert |
| Serbien                 | Besa                                                | Беса (Besa)                                                                   | Serbisch, Albanisch             | Srđan Karanović                    | Nicht nominiert |
| Slowakei                | Hranica                                             | Hranica                                                                       | Ungarisch                       | Jaroslav Vojtek                    | Nicht nominiert |
| Slowenien               | 9:06                                                | 9:06                                                                          | Slowenisch                      | Igor Sterk                         | Nicht nominiert |
| Spanien                 | Und dann der Regen                                  | También la lluvia                                                             | Spanisch, Quechua               | Icíar Bollaín                      | Vorauswahl      |
| Südafrika               | Geliebtes Leben                                     | Life, Above All                                                               | Nord-Sotho                      | Oliver Schmitz                     | Vorauswahl      |
| Südkorea                | A Barefoot Dream                                    | 맨발의 꿈 (Maenbalui Kkum)                                                    | Koreanisch, Tetum               | Kim Tae-gyun                       | Nicht nominiert |
| Taiwan                  | Monga – Gangs of Taipeh                             | 艋舺 (Báng-kah)                                                               | Hochchinesisch, Min Nan         | Doze Niu                           | Nicht nominiert |
| Thailand                | Uncle Boonmee erinnert sich an seine früheren Leben | ลุงบุญมีระลึกชาติ (Lung Boonmee raluek chat)                                       | Thailändisch                    | Apichatpong Weerasethakul          | Nicht nominiert |
| Tschechien              | Kawasakis Rose                                      | Kawasakiho růže                                                               | Tschechisch                     | Jan Hřebejk                        | Nicht nominiert |
| Türkei                  | Bal – Honig                                         | Bal                                                                           | Türkisch                        | Semih Kaplanoğlu                   | Nicht nominiert |
| Ungarn                  | Bibliothèque Pascal                                 | Bibliothèque Pascal                                                           | Rumänisch, Ungarisch, Englisch  | Szabolcs Hajdu                     | Nicht nominiert |
| Uruguay                 | La vida útil                                        | La vida útil                                                                  | Spanisch                        | Federico Veiroj                    | Nicht nominiert |
| Venezuela               | Hermano                                             | Hermano                                                                       | Spanisch                        | Marcel Rasquin                     | Nicht nominiert |